# موش صحرایی بزرگ گران کاناریا
موش صحرایی بزرگ گران کاناریا (نام علمی: Canariomys tamarani) نام یک گونه از تیره موشان است.